# Észak-Kálvária part (Lakóliget)
Az Észak-Kálvária part Gyöngyös egyik legfiatalabb városrésze.

## Elhelyezkedése
Gyöngyös belvárosától észak-nyugati irányban található, egy dombon. A város nyugati oldalán húzódó domb két részre osztható, melyen két különböző városrész alakult ki. A "Rózsa domb" déli részén található a Dél-Kálvária part (Rózsa-domb) melyen zömmel panelházaknak ad otthont, ellentétben a Kálvária-part északi részével a Lakóligettel, ahol újonnan épült kertvárosi családi házak és átriumházak találhatók.

## Fejlettsége
A város legújabb, még most is folyamatosan fejlődő és épülő városrésze. A város lakossága, és a városrész lakói összefogásával megindult a Kálvária templom felújítása is.

## Közlekedése
Gyöngyös közlekedését a Volánbusz látja el. A városban közlekedő 6 helyi autóbuszjáratból az Észak-Kálváriát érintő autóbuszok az 1-es, az 1A és a 3A.